# Chowdahalli, Heggadadevankote
Chowdahalli là một làng thuộc tehsil Heggadadevankote, huyện Mysore, bang Karnataka, Ấn Độ.